# Richard Wilson (director)
Richard Wilson (25 de diciembre de 1915 – 22 de agosto de 1991) fue un productor, director, guionista y actor cinematográfico de nacionalidad estadounidense. 
Nacido en McKeesport, Pensilvania, fue un productor con una cercana relación con Orson Welles y el Mercury Theatre.
Como actor, participó en la emisión radiofónica del programa La guerra de los mundos, producido por Orson Welles.
Richard Wilson falleció en Santa Mónica, California, en 1991, a causa de un cáncer de páncreas.

## Filmografía

### Director
- 1955 : Man with the Gun
- 1957 : The Big Boodle
- 1958 : Raw Wind in Eden
- 1959 : Al Capone
- 1960 : Pay or Die
- 1963 : Wall of Noise
- 1964 : Invitation to a Gunfighter
- 1968 : Three in the Attic
- 1993 : It's All True (documental), dirigido junto a Bill Krohn, Myron Meisel, Orson Welles y Norman Foster

### Productor
- 1938 : Too Much Johnson, de Orson Welles
- 1947 : La dama de Shanghái, de Orson Welles
- 1948 : Macbeth, de Orson Welles
- 1953 : The Golden Blade, de Nathan Juran
- 1954 : Ma and Pa Kettle at Home, de Charles Lamont
- 1954 : Ricochet Romance, de Charles Lamont
- 1956 : The Kettles in the Ozarks, de Charles Lamont
- 1960 : Pay or Die, dirigida por él mismo
- 1964 : Invitation to a Gunfighter, dirigida por él mismo
- 1968 : Three in the Attic, dirigida por él mismo
- 1993 : It's All True, dirigida por él mismo, Bill Krohn, Myron Meisel, Orson Welles y Norman Foster